# Orthocarborane
L'orthocarborane est un composé organoboré de formule chimique C2B10H12. C'est le principal carborane. Le préfixe ortho indique que les deux atomes de carbone de la molécule sont adjacents, conformément à la nomenclature des dérivés benzéniques.
Il se présente comme un solide gris clair qui fond vers 285 à 287 °C et se décompose vers 400 °C. Il a fait l'objet de recherches pour un grand nombre d'applications allant de polymères thermorésistants à des applications médicales.

## Préparation
La préparation d'orthocarborane a été publiée en 1963 par des équipes travaillant de manière indépendante chez Olin Corporation (en) et à la division des moteurs à réaction de Thiokol pour le compte de l'U.S. Air Force. Ces équipes mirent en évidence la grande stabilité à l'air libre du 1,2-closo-dodécaborane et de composés dérivés, présentèrent une synthèse générale de ces composés, décrivirent la transformation des substituants sans détruire la structure du carborane, et observèrent l'isomérisation ortho ⟶ méta. Le cluster a une symétrie C2v.
L'orthocarborane est obtenu par l'addition d'acétylène C2H2 à du décaborane B10H14. Les synthèses modernes comportent deux étapes, la première conduisant à un adduit de décaborane, :
B10H14 + 2 SEt2 ⟶ B10H12(SEt2)2 + H2.
La deuxième étape fait intervenir l'alcyne comme source des deux atomes de carbone adjacents :
B10H12(SEt2)2 + C2H2 ⟶ C2B10H12 + 2 SEt2 + H2.
Des dérivés de l'acétylène à encombrement stérique, moins réactifs, peuvent être utilisés plus facilement que l'acétylène lui-même :
B10H12(SEt2)2 + C2(CH2O2CCH3)2 ⟶ C2B10H10(CH2O2CCH3)2 + 2 SEt2 + H2.
Les substituants organiques sont éliminés par oxydation et hydrolyse.

## Réactions
L'orthodécaborane se réarrange en métadécaborane sous l'action de la chaleur à 420 °C, tandis que l'isomère para est obtenu au-dessus de 600 °C.
L'action d'organolithiens donne des dérivés dilithiés :
C2B10H12 + 2 BuLi ⟶ Li2C2B10H10 + 2 BuH.
Ce composé dilithié réagit avec divers électrophiles, tels que des chlorophosphines, des chlorosilanes, ou le soufre.
L'action d'une base donne des dérivés anioniques sous forme de sels :
C2B10H12 + NaOEt + 2 EtOH ⟶ Na+C2B9H12− + H2 + B(OEt)3.
L'orthocarborane peut être converti en carboryne (en) B10C2H10 :

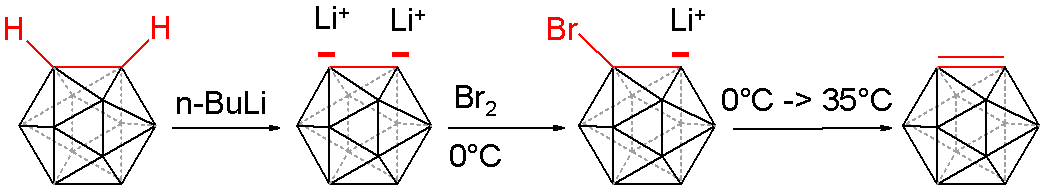
Conversion de l'orthocarborane en carboryne (en).